# Richarlyson
Richarlyson Barbosa Felisbino (Natal, 27 de diciembre de 1982), conocido simplemente como Richarlyson, es un exfutbolista brasileño y actual comentarista en la red Globo. Jugaba de centrocampista y su último equipo fue el Esporte Clube Noroeste del Campeonato Paulista Serie A3.
En junio de 2022, Richarlyson se declaró bisexual en una entrevista con el podcast Nos Armários dos Vestiários. Esto lo convirtió en el primer jugador abiertamente LGBT en haber jugado para la selección masculina brasileña y en el Campeonato Brasileño de Serie A.

## Clubes
| Club                 | País    | Año       |
| -------------------- | ------- | --------- |
| Santo André          | Brasil  | 2002      |
| Fortaleza            | Brasil  | 2003      |
| Red Bull Salzburg    | Austria | 2003-2004 |
| Santo André          | Brasil  | 2005      |
| São Paulo            | Brasil  | 2005-2010 |
| Atlético Mineiro     | Brasil  | 2011-2014 |
| Vitória              | Brasil  | 2014-2015 |
| Chapecoense          | Brasil  | 2015      |
| Grêmio Novorizontino | Brasil  | 2016      |
| Football Club Goa    | India   | 2016      |
| Guarani              | Brasil  | 2017      |
| Cianorte             | Brasil  | 2018      |
| Noroeste             | Brasil  | 2019      |
| Campinense           | Brasil  | 2019      |
| Noroeste             | Brasil  | 2020      |
| América RJ           | Brasil  | 2021      |
| Noroeste             | Brasil  | 2021      |

## Palmarés

### Campeonatos Estatales
| Título              | Equipo           | País   | Año  |
| ------------------- | ---------------- | ------ | ---- |
| Campeonato Cearense | Fortaleza        | Brasil | 2003 |
| Campeonato Mineiro  | Atlético Mineiro | Brasil | 2012 |
| Campeonato Mineiro  | Atlético Mineiro | Brasil | 2013 |

### Campeonatos nacionales
| Título      | Equipo    | País   | Año  |
| ----------- | --------- | ------ | ---- |
| Brasileirão | Sao Paulo | Brasil | 2006 |
| Brasileirão | Sao Paulo | Brasil | 2007 |
| Brasileirão | Sao Paulo | Brasil | 2008 |

### Campeonatos internacionales
| Título                 | Equipo           | País   | Año  |
| ---------------------- | ---------------- | ------ | ---- |
| Copa Mundial de Clubes | Sao Paulo        | Japón  | 2005 |
| Copa Libertadores      | Atlético Mineiro | Brasil | 2013 |